# Iturama
Iturama is een gemeente in de Braziliaanse deelstaat Minas Gerais. De gemeente telt 33.231 inwoners (schatting 2009).
De plaats ligt aan de rivier de Rio Grande.

## Aangrenzende gemeenten
De gemeente grenst aan Campina Verde, Carneirinho, Limeira do Oeste, São Francisco de Sales, União de Minas, Indiaporã (SP), Mira Estrela (SP), Ouroeste (SP) en Populina (SP).

## Verkeer en vervoer
De plaats ligt aan de wegen BR-497 en MG-255.